# 1re série 1951/52
Die Saison 1951/52 war die 30. Spielzeit der 1re série, der höchsten französischen Eishockeyspielklasse. Meister wurde zum insgesamt 13. Mal in der Vereinsgeschichte der Chamonix Hockey Club.

## Modus
In der Hauptrunde wurde die Liga in zwei Gruppen aufgeteilt (Paris/Alpes). Die beiden Erstplatzierten jeder Gruppe qualifizierten sich für die Finalrunde, in der der Meister ausgespielt werden sollte. Da das Finalturnier jedoch wegen schwerer Schneefälle abgesagt werden musste, entschied man sich dazu ein Endspiel um den Meistertitel zwischen je einem Vertreter der Region Paris und der Region Alpes austragen zu lassen. Für einen Sieg erhielt jede Mannschaft zwei Punkte, bei einem Unentschieden gab es ein Punkt und bei einer Niederlage null Punkte.

## Hauptrunde

### Gruppe Paris
|    | Klub                  | Punkte |
| -- | --------------------- | ------ |
| 1. | Paris Université Club | 6      |
| 2. | CO Billancourt        | 4      |
| 3. | CSG Paris             | 2      |
| 4. | Radio TS              | 0      |

Sp = Spiele, S = Siege, U = Unentschieden, N = Niederlagen

### Gruppe Alpes
|    | Klub                       | Punkte |
| -- | -------------------------- | ------ |
| 1. | Chamonix Hockey Club       | 4      |
| 2. | Diables Rouges de Briançon | 2      |
| 3. | Ours de Villard-de-Lans    | 0      |

Sp = Spiele, S = Siege, U = Unentschieden, N = Niederlagen

## Meisterschaftsfinale
- CA Billancourt – Chamonix Hockey Club 3:6